# Lonneke Uneken
Lonneke Uneken, née le 2 mars 2000 à Winschoten, est une coureuse cycliste néerlandaise.

## Biographie
Lonneke Uneken est née à Winschoten et a grandi à Veendam. À l'âge de huit ans, elle commence le patinage de vitesse et peu de temps après, elle découvre le cyclisme au club De Stormvogels à Veendam. En 2016, elle devient championne des Pays-Bas sur route chez les jeunes et participe également à des compétitions internationales de patinage de vitesse. Elle pratique les deux sports jusqu'en 2019, date à laquelle elle décide de se concentrer entièrement au cyclisme. 
En 2018, elle remporte deux étapes du Healthy Ageing Tour dans la catégorie des juniors (moins de 19 ans). Aux championnats d'Europe sur route espoirs de 2019, elle est médaillée de bronze de la course en ligne. En 2020, elle obtient son premier contrat avec la Team Hitec Products. L'année suivante, elle rejoint l'équipe Boels Dolmans et remporte une étape du Healthy Ageing Tour, du Baloise Ladies Tour et du Holland Ladies Tour. 

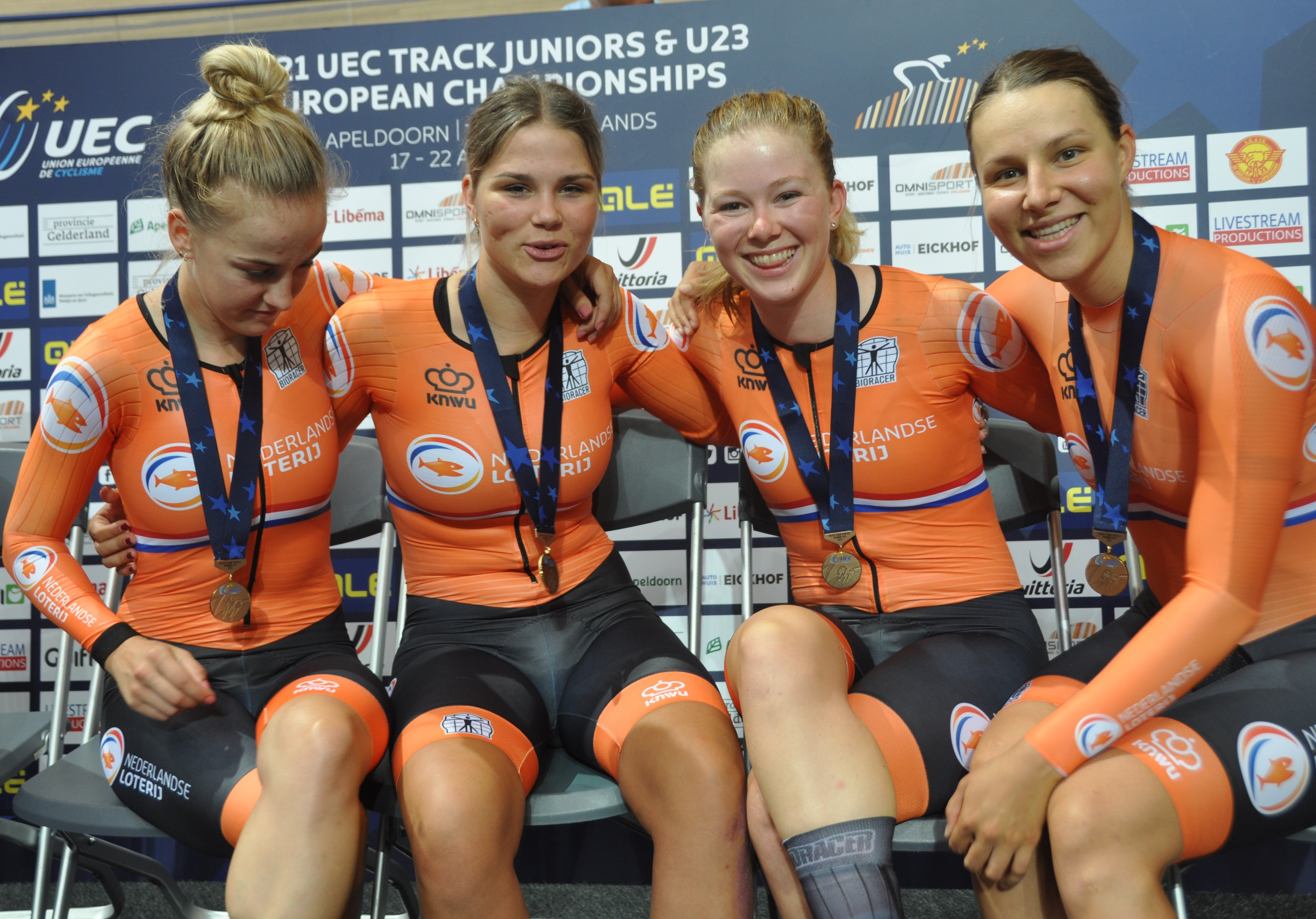
Marit Raaijmakers, Amber van der Hulst, Lonneke Uneken et Mylène de Zoete en 2021.

En 2021, lors du Healthy Ageing Tour, dans l'ultime étape, un groupe d'échappée de cinq se forme avec Jolien D'Hoore et Lonneke Uneken au kilomètre quarante-cinq. Leur avance atteint une minute quarante. À dix-huit kilomètres de l'arrivée, Lonneke Uneken attaque en solitaire et s'impose. Elle est quatrième du classement général final. Au Baloise Ladies Tour, elle gagne le sprint massif de la dernière étape. Au Simac Ladies Tour, elle est quatrième du prologue. Sur la troisième étape, à sept kilomètres du but, une chute importante a lieu proche de la tête du peloton. Un petit groupe se dispute la victoire et Lonneke Uneken se montre la plus rapide. Sur piste, elle décroche le bronze sur la course aux points aux championnats d'Europe élites et sur le poursuite par équipes aux championnats d'Europe espoirs (avec Amber van der Hulst, Marit Raaijmakers et Mylène de Zoete). 
Au printemps 2022, elle gagne une étape du Bloeizone Fryslân Tour (anciennement Healthy Ageing Tour). Le directeur sportif de son équipe de l'époque, Danny Stam, la présente alors comme « le plus grand talent du cyclisme féminin néerlandais ». En 2023, elle s'impose sur le Tour de Thuringe lors de la quatrième étape.
Début 2024, elle annonce souffrir d'une mononucléose infectieuse et de surmenage. Après son retour, elle ne réussit à se classer qu'une seule fois dans le top 10. En 2025, elle quitte la formation SD Worx qui domine le cyclisme féminin et décide de rejoindre l'équipe VolkerWessels, pour être leader. Son premier podium avec la nouvelle équipe fut une troisième place lors de la première édition de la Midwest Cycling Classic.

## Palmarès sur route

### Par années
- 2018
  - 1re et 3e étapes du Healthy Ageing Tour juniors
  - 2e de Gand-Wevelgem juniors
  - 3e du Healthy Ageing Tour juniors
  - 3e du championnat des Pays-Bas de cyclisme sur route juniors
- 2019
  -  Médaillée de bronze du championnat d'Europe sur route espoirs
  - 3e de la Flanders Ladies Classic-Sofie De Vuyst
- 2020
  -  Médaillée d'argent du championnat d'Europe sur route espoirs
- 2021
  - 3e étape du Healthy Ageing Tour
  - 3e étape du Baloise Ladies Tour
  - 3e étape du Simac Ladies Tour
- 2022
  - 2e étape du Bloeizone Fryslân Tour
  - 4e de la Classic Bruges-La Panne
- 2023
  - 1re (contre-la-montre par équipes) et 4e étapes du Tour de Thuringe
  - 2e de la Volta Limburg Classic
- 2025
  - 2e de l'Egmont Cycling Race
  - 3e de la Midwest Cycling Classic
  - 3e de la Volta NXT Classic

### Résultats sur les grands tours

#### Tour de France
1 participation
- 2025 : 115e

### Classements mondiaux
| Année                                 | 2019 | 2020 | 2021 | 2022 | 2023 | 2024 |
| ------------------------------------- | ---- | ---- | ---- | ---- | ---- | ---- |
| Classement UCI                        | 107e | 94e  | 82e  | 107e | 325e | nc   |
| UCI World Tour                        | 86e  | 80e  | 80e  | 63e  | 141e | 304e |
|                                       |      |      |      |      |      |      |
| Légende : nc = non classéSource : UCI |      |      |      |      |      |      |

## Palmarès sur piste

### Coupe des nations
- 2022
  - 2e de la course scratch à Milton

### Championnats d'Europe
| Édition / Épreuve        | Poursuite par équipes                                | Course aux points |
| Apeldoorn 2021 (espoirs) | Bronze (avec Raaijmakers, de Zoete et van der Hulst) |                   |
| Granges 2021             |                                                      | Bronze            |
| Munich 2022              | 5e                                                   | 10e               |